# Frau Luna (1941)
Frau Luna ist ein deutscher Spielfilm aus dem Jahr 1941 unter der Verwendung der Melodien aus der gleichnamigen Operette von Paul Lincke. Unter der Regie von Theo Lingen spielte die Operettensängerin Lizzi Waldmüller die Hauptrolle.

## Handlung
Silvester 1900. Im Berliner Apollo-Theater findet die Generalprobe von Linckes Operette „Frau Luna“ statt. Berlins Polizeirat Haschke stößt sich an den leichten Kostümen der Damen, die er als zu gewagt und zu frivol empfindet und die dazu geeignet seien, öffentliches Ärgernis zu erregen. Es kommt zum Verbot der Premiere, Haschke beschlagnahmt die Kostümzeichnungen und die Hauptdarstellerin fällt melodramatisch in Ohnmacht. Der Skandal ist da!  Direktor Knoppe ordnet an, sofort die Kostüme entsprechend zu „entschärfen“. Da dies aber der Wirkung der Operette abträglich sein könnte, hat jemand die Idee, an den Präsidenten des einflussreichen Tusneldenbundes, Herrn Lüdecke, heranzutreten. Lüdeckes Aufgabe ist es, im kaiserlichen Berlin den sittlichen Verrohungen entgegenzuwirken und dafür zu sorgen, dass in der Öffentlichkeit Moral und Anstand gewahrt bleiben. Da dem sittenstrengen Mann aber angeblich auch eine nähere Bekanntschaft mit Vera Waldner, dem Star dieser Operette, nachgesagt wird, scheint er für die Lösung des Problems genau der richtige Mann.
Währenddessen hat der Verleger der Operette, Paul Rüdinger, ganz andere Probleme. Elisabeth Gerlach, die Stiefmutter seiner Braut Gerda, macht ordentlich Stimmung gegen ihn, weil er, so raunt es vom Tusneldenbund herüber, angeblich ein lasterhaftes und sittenloses Liebesleben führe. Ihm wird sogar ein Verhältnis mit Vera nachgesagt. Gerda lässt sich von dem Gerede nicht beirren und hält zu ihrem Freund. Der wiederum will die Aufführung von „Frau Luna“ gleichfalls nicht gefährdet sehen und nimmt ebenfalls Kontakt auf mit Lüdecke, mit dem er befreundet ist. Der vorgebliche Moralpostel Lüdecke beichtet ihm dabei schweren Herzens, dass auch er längst nicht so sittenstreng ist wie alle glauben und sich bei seinen Liebesabenteuern als Paul Rüdinger ausgibt. Lüdecke steckt in einer schweren Zwickmühle, der Druck auf den Tusneldenbund-Vorsteher ist enorm. Denn soeben hat der einflussreiche Geheimrat Schmidt ihm klargemacht, dass eine Aufhebung des „Frau Luna“-Aufführungsverbotes für ihn der Beleg dafür wäre, dass etwas an dem Gerücht einer Liaison zwischen ihm, Lüdecke, und der „moralisch verwerflichen“ Operettendiva Vera dran sein müsse.
Aber auch Vera Waldner macht Druck. Sie will die angebliche Affäre mit ihm hinausposaunen, sollte Lüdecke sich nicht dafür einsetzen, dass das Stück nun endlich aufgeführt werden könne. Da dies für den Präsidenten des Tusneldenbund definitiv das größere Übel wäre, setzt sich Lüdecke für die Aufführung ein, bittet aber seinen Freund Rüdinger darum, sich nach der Premiere mit Vera Waldner zu treffen, damit Geheimrat Schmidt sehen könne, dass nicht er, Lüdecke, sondern tatsächlich Paul Rüdinger der Herzbube des Operettenstars sei. Und so findet die Premiere statt. „Frau Luna“ wird ein riesiger Erfolg. Doch durch Rüdingers fingiertes Rendezvous mit Vera wird wiederum Gerda unruhig und beginnt, an der Ehrenhaftigkeit ihres Gatten in spe zu zweifeln. Schließlich wendet sich alles zum Guten: Paul und Gerda bleiben zusammen, und Lüdecke, der Gerdas Stiefmutter Elisabeth kennen- und liebengelernt hat, wird Pauls Schwiegervater.

## Musiknummern
Es werden folgende Lieder gespielt bzw. von Lizzi Waldmüller gesungen:
- Das ist die Berliner Luft
- Das Gebet einer Jungfrau
- Einzug der Gladiatoren
- Glühwürmchen-Idyll
- Lasst den Kopf nicht hängen
- Nimm mich mit, nimm mich mit in dein Kämmerlein
- O Theophil
- Ouvertüre zu „Frau Luna“
- Schenk mir doch ein kleines bißchen Liebe (gesungen von Theo Lingen und Ursula Herking)
- Schlösser, die im Monde liegen

## Produktionsnotizen
Der Drehbeginn von Frau Luna war am 5. April 1941. Anfang Juni 1941 war der Film abgedreht. Die Uraufführung war am 22. Juli 1941 in – je nach Quellenlage – Berlins Ufa-Palast am Zoo oder Marmorhaus.
Die Verfilmungsrechte von Linckes Vorlage waren 1939 für 50.000 RM auf unbeschränkte Zeit erstanden worden. Die Produktionskosten betrugen etwa 1.418.000 RM.
Conrad Flockner war Produktionsleiter. Die Filmbauten schufen Alfred Bütow und Heinrich Beisenherz, die Kostüme Ilse Naumann. Ernst W. Kalinke diente Chefkameramann Ekkehard Kyrath als dessen Assistent.
Nach dem Zweiten Weltkrieg lief Frau Luna in Deutschland am 26. Januar 1955 erstmals im Fernsehen (DFF 1) an.

## Rezeption
„Nicht so romantisch wie die Wiener Operetten (…) war dennoch ‚Frau Luna‘ melodienreich und eröffnete die Kette der Berliner Lokalschlager, die durch den Film weltbekannt wurden. (…) Der Film hatte eine gute Presse und fand ein breites Kinopublikum.“

„Musikalischer Schwung und der Charme Lizzi Waldmüllers machen die schwankhafte Posse genießbar.“